# Willy Hernangómez
Guillermo Gustavo Hernangómez Geuer, més conegut com a Willy Hernangómez (Madrid, 27 de maig de 1994) és un jugador de bàsquet espanyol, que actualment és jugador del FC Barcelona de bàsquet, on va arribar procedent dels New Orleans Pelicans de l'NBA. Amb 2,10 d'alçada el seu lloc natural a la pista és el de pivot, encara que també li agrada jugar en la posició d'aler pivot.
És el germà gran del també jugador de bàsquet de l'NBA Juancho Hernangómez (n. 1995).

## Biografia

### Inicis
De família molt relacionada amb el bàsquet, els seus pares van ser jugadors professionals; el seu pare, Guillermo Hernangómez, va ser internacional en categories inferiors i va jugar al Reial Madrid i a l'Estudiantes; la seva mare, Margarita Geuer, va ser campiona d'Europa amb la selecció femenina de bàsquet d'Espanya en el Campionat Europeu de Bàsquet Femení de 1993 a Perusa; el seu germà Juancho Hernangómez va jugar a l'Estudiantes i actualment als Denver Nuggets de l'NBA; i la seva germana Andrea (n. 2000) en les categories inferiors de l'Estudiantes.
El periodista Esteban Novillo va filmar un documental al començament de l'any 2012 sobre Willy titulat Hernangómez. L'inici d'un gran futur.

### Lliga ACB
Durant la temporada 2013-14 va ser cedit al CB Sevilla, on va estar dirigit per Aíto García Reneses, un entrenador que al llarg de la seva carrera s'ha caracteritzat per apostar per joves talents.
La següent temporada 2014-15 seguiria en qualitat de cedit en el CB Sevilla, on va realitzar un gran partit en la jornada 10 d'ACB, en la qual el seu equip va guanyar el FC Barcelona, sent el millor jugador amb 29 punts i 13 rebots (43 de valoració). Fou el jugador més jove a aconseguir aquesta xifra en la lliga de bàsquet espanyola.
L'estiu del 2023 fitxa pel FC Barcelona , equip en el qual juga actualment.

### NBA
El juny de 2015 va ser triat en la segona ronda del Draft de l'NBA de 2015 en la posició 35 per Philadelphia 76ers. Hores després del sorteig els seus drets són traspassats a New York Knicks, que posseeix també els drets del seu excompany en el Club Bàsquet Sevilla el letó Kristaps Porziņģis. Va compartir draft amb altres europeus que militen en equips ACB com el seu company del CB Sevilla el serbi Nikola Radicevic, o el croat Mario Hezonja del FC Barcelona, o el madrileny Dani Díez del Club Bàsquet Màlaga.
En la seva primera temporada a l'NBA (2016-17) va jugar als New York Knicks i va ser escollit en el millor cinc de debutants. Després de dues temporades, passa tres anys al Charlotte Hornets. A partir de la temporada 2021-2021 s'incorpora als New Orleans Pelicans fins l'estiu del 2023.